# Marée noire du détroit de Kertch
La marée noire du détroit de Kertch est une pollution aux hydrocarbures survenue à partir du 15 décembre 2024 dans le détroit de Kertch, passage maritime reliant la mer d'Azov et la mer Noire, qui sépare la péninsule de Crimée et la Ciscaucasie.
Elle survient lorsque deux pétroliers battant pavillon russe, le MV Volgoneft-212 (en) et le MV Volgoneft-239 (en), soupçonnés de faire partie de la flotte fantôme russe, sont pris dans une tempête le 15 décembre 2024 au sud du détroit. Le Volgoneft-212 se brise en deux et sombre, ce qui libère sa cargaison de 4 900 tonnes de fioul. Le Volgoneft-239 est endommagé et signale à son tour des fuites de fioul, parvient à gagner le port de Taman dans le kraï de Krasnodar, mais s'échoue avant d'accoster. 
Des nappes d'hydrocarbures sont rapidement aperçues à la surface de l'eau et signalées. Elles atteignent les côtes du kraï de Krasnodar puis celles de Crimée, polluant les plages de la région et causant une catastrophe écologique qui tue de nombreux animaux marins.

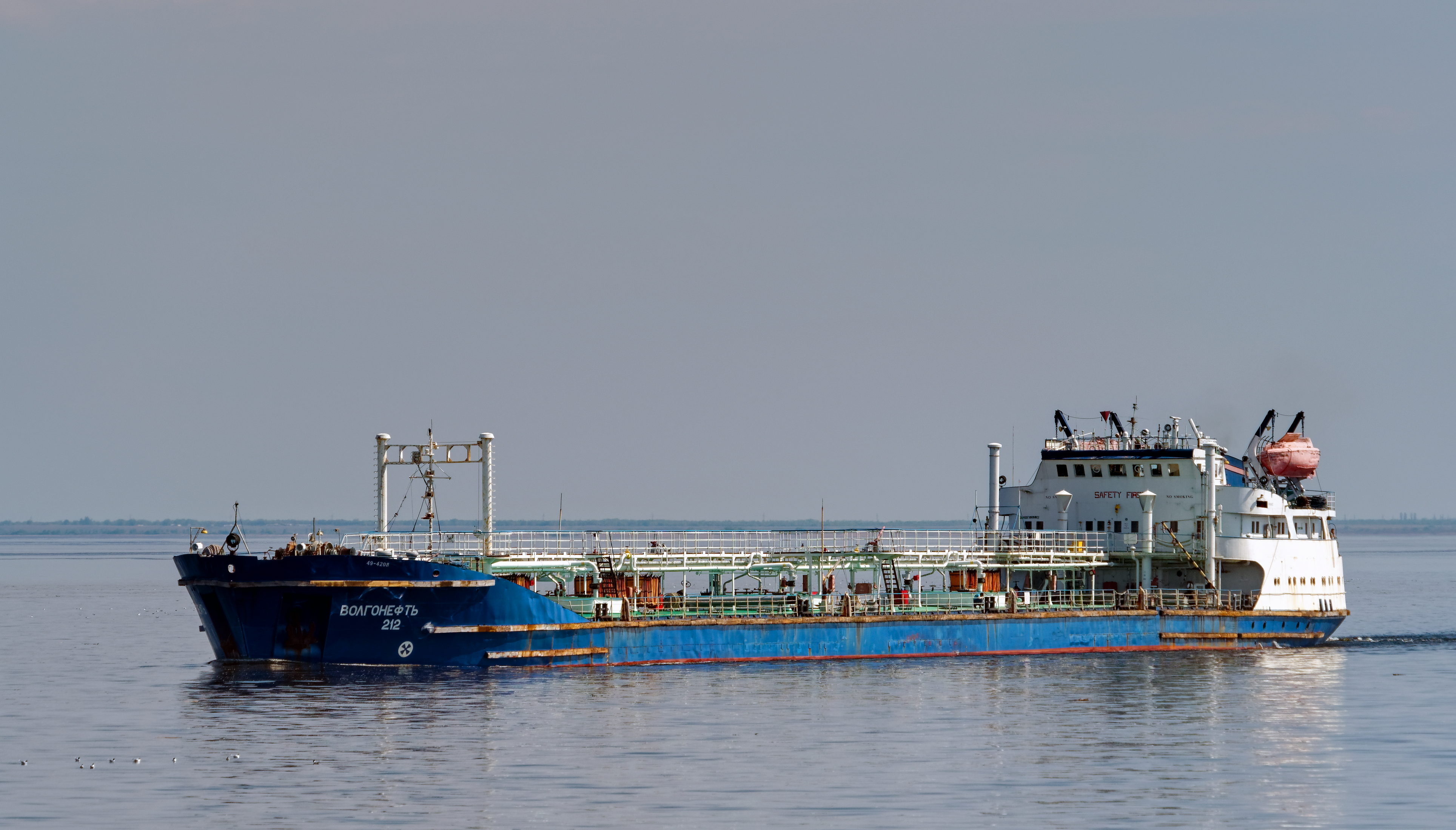
Le sur le réservoir de Volgograd en 2018.

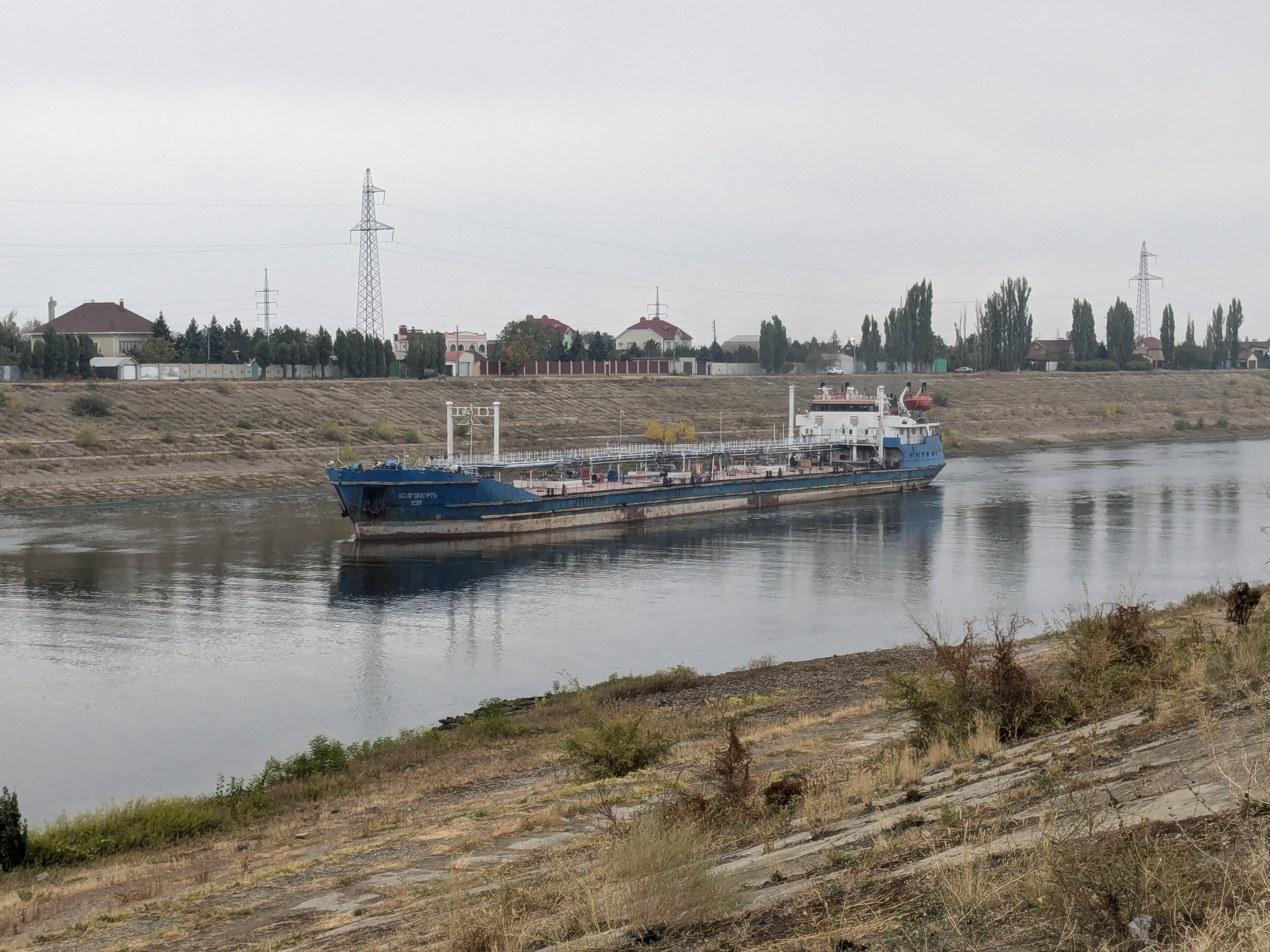
Le en 2024.

## Contexte

### Navires impliqués
Le Volgoneft-212, construit en 1969, mesurait 136 mètres de long et était immatriculé à Saint-Pétersbourg. Il était détenu et géré par KamaTransOil et Kama Shipping, toutes deux basées à Perm, en Russie. Les deux entreprises achètent le navire en 2014 et disposent d'une licence de transport de marchandises dangereuses par voies navigables intérieures et maritimes à durée indéterminée délivrée en 2016. En 2019, Kama Shipping est condamnée à une amende de 400 000 ₽ (environ 6 200 €) pour avoir transporté, entre le 1er mai et le 23 juillet de la même année, des marchandises dangereuses par la mer sans autorisation préalable,,.
Le Volgoneft-212 est entièrement rénové en 2024. Le Guardian rapporte que lors de ce chantier, « le centre a été découpé et la poupe et la proue ont été soudées ensemble, formant une énorme soudure au milieu. C'est cette section qui semble s'être cassée »,.
Le Volgoneft-239, construit en 1973, mesure 132 mètres de long et est immatriculé à Astrakhan. Il est détenu et exploité par Volgotransneft depuis 2010. Les deux pétroliers ont une capacité de chargement maximale d'environ 4 200 tonnes. Le journal en ligne russe Mash rapporte que les deux navires avaient été reclassés dans les années 1990, passant du trafic fluvial à un usage fluvial et maritime,.
Les bases de données montrent que les deux navires sont contrôlés par Volgotanker, une société basée à Samara qui transporte des produits pétroliers par voie fluviale et maritime en Russie. La quasi totalité de ses navires sont construits entre 1966 et 1990 avec une capacité comprise entre 4 000 et 5 000 tpl.
iStories rapporte que, dans les mois précédant l'incident, les deux navires avaient fait la navette entre le port de Kavkaz dans le détroit de Kertch et les raffineries de pétrole sur la Volga. Izvestia rapporte que les deux pétroliers auraient dû être mis hors service 10  à   15 ans avant l'incident, puisqu'ils ont une durée de vie estimée à 30 voire 40 ans. Les deux ont été testés pour déterminer leur aptitude au transport de marchandises dangereuses en juillet 2024. Le Volgoneft-239 avait été déclaré inapte et n'aurait donc pas dû être en mer. Les deux navires feraient partie de la flotte fantôme russe utilisée pour contourner les sanctions contre la Russie.
Le 10 novembre, le Volgoneft-212 quitte le port de Saratov pour rejoindre celui de Kavkaz avec 4 900 tonnes d'hydrocarbures, tandis que le Volgoneft-239 en transporte environ 4 300 depuis le port d'Azov,. D'après un membre du syndicat russe des marins, la hauteur maximale des vagues que peut supporter le Volgoneft-212 est de 2,5 mètres et celle du Volgoneft-239 de 2 mètres. Les deux navires peuvent supporter des vents allant jusqu'à 64 km/h. 

### Incidents précédents
Le détroit de Kertch sépare la péninsule de Kertch de la péninsule de Taman, et relie la mer Noire à la mer d'Azov. Par le passé, plusieurs navires ont déjà été endommagés ou coulés lors de tempêtes dans ou à proximité du détroit.
En novembre 2007, le Volgoneft-139 transportait 4 800 tonnes de fioul. Après qu'une tempête se soit levée sur le détroit, il décide d'y jeter son ancre mais finit par se briser en deux, déversant entre 1 300 et 1 600 tonnes de fioul dans la mer et provoquant une marée noire,,. Treize membres d'équipage sont secourus et quatre autres navires ont également coulé dans la tempête.
Le 19 avril 2017, le vraquier Geroi Arsenala, doté d'une capacité de stockage de 3 500 tonnes et battant pavillon panaméen, se rompt en deux  lors d'une tempête et coule à environ 19 milles marins (35 km) au sud de la péninsule de Taman, entre le port d'Azov et la Turquie, alors qu'il transportait du grain. Un membre d'équipage a pu être secouru, tandis que les corps de deux autres sont repêchés par la suite. Neuf autres marins sont toujours portés disparus,.

### Problèmes environnementaux dans la mer Noire et la mer d'Azov
La mer Noire et la mer d'Azov ont été confrontées à de nombreux problèmes environnementaux depuis le XXe siècle, notamment les conséquences des incidents maritimes susmentionnés, la guerre russo-ukrainienne, la présence de mines marines, l'utilisation par la Russie de terres protégées comme terrains d'entraînement ou comme sites d'extraction de matériaux, la surpêche, les espèces invasives et le changement climatique. Ces menaces ont entraîné des changements dans les écosystèmes locaux et la disparition de certaines espèces.
Cependant, depuis le début de l’invasion russe de l’Ukraine, les effets négatifs se sont considérablement aggravés. Le taux de mortalité des dauphins, des marsouins et d’autres cétacés a augmenté, de même que le nombre d'animaux morts retrouvés échoués sur les côtes. Le rejet des eaux de ballast par les navires de guerre n’est pas surveillé, ce qui permet aux polluants et aux espèces invasives provenant d’autres zones de contaminer l’environnement. Les navires de guerre coulés provoquent aussi des marées noires, qui se sont étendues sur des dizaines de milliers de kilomètres carrés, y compris dans des eaux protégées. Les oiseaux sont également victimes de ces marées noires. Les incendies et inondations provoquées par ce conflit nuisent autant à la faune qu'à la flore. 

## Déroulement de l'accident
Tôt le matin du 15 décembre 2024, le Volgoneft-212 et le Volgoneft-239 se dirigent vers le sud et sortent du détroit de Kertch,. Le Volgoneft-212 compte treize membres d'équipage à bord,, tandis que le Volgoneft-239 en compte quatorze. Les deux navires transportent du fioul « M100 », un fioul lourd de faible qualité utilisé depuis longtemps par l'Union soviétique puis la Russie, qui sert entre autres à alimenter la marine russe,,. Ce carburant qui se solidifie à une température élevée, a un comportement différent de l'essence classique : il forme des galettes qui coulent au fond de l'eau au lieu de rester en surface. 
Alors qu'ils naviguent en mer Noire, ils sont victimes d'une tempête. Les informations divergent quant aux conditions météorologiques réelles auxquelles les navires ont été confrontés. Selon des responsables russes basés en Crimée, le jour de l'accident, la tempête est de force 7 sur l'échelle de Beaufort, avec des vents maximum de 51 à 61 km/h. D'après les météorologues du centre hydrométéorologique de Crimée, des vents d'environ 97 km/h sont attendus. De même, selon un reportage de TSN le jour de l'accident, les vagues ont atteint une hauteur de 3,5 mètres avec des vents soufflant à environ 85 km/h.
Un membre de l'équipage du Volgoneft-212 déclare à Izvestia qu'il n'a rien aperçu d'alarmant en ce qui concerne l'état du navire lors de ses rondes matinales. Plus tard dans la journée, une alarme se déclenche puis le navire se brise en deux à environ huit kilomètres du rivage après avoir été frappé par une grande vague,,. Sa proue coule immédiatement et le froid provoque la mort d'un membre de l'équipage par hypothermie,. La majeure partie de sa cargaison s'échappe dans la mer. 
Peu après que le Volgoneft-212 a été endommagé, le Volgoneft-239 subit des dommages et perd de la puissance, dérivant pendant plusieurs heures, avant de s'échouer à environ 80 mètres du rivage près du port de Taman,.
Deux remorqueurs sont envoyés sur place au départ de Kertch, tandis que deux hélicoptères Mil Mi-8 et plus de 50 personnes sont déployées pour participer aux efforts de sauvetage,. Ceux-ci ont été compliqués par l'obscurité et la tempête, bien que tous les membres d'équipage restants du Volgoneft-212 aient été secourus, dont au moins huit ont été sortis de l'eau. Onze membres d'équipage ont été hospitalisés, dont deux ont été traités pour hypothermie,. Au lendemain, la totalité de l'équipage est sauvée.
Pour les deux pétroliers, une partie de leurs citernes sont intactes à l'issue de l'incident, sans fuite apparente. Les fuites du Volgoneft-239 sont colmatées le lendemain, avec une perte d'hydrocarbures estimée à 2 400 tonnes. 

## Marée noire et conséquences écologiques
À la suite de l'accident, des nappes d'hydrocarbures sont rapidement aperçues à la surface de l'eau et signalées. Le mazout atteint les côtes du kraï de Krasnodar à partir du 17 décembre et celles de Crimée à partir du 28 décembre, polluant environ 60 kilomètres de côtes au départ. Mais la nappe pourrait s'étendre et toucher la Géorgie, l'Ukraine du Sud, occupée, voire la Turquie.
De larges zones sont touchées par les hydrocarbures rejetés, dont une réserve ornithologique fréquentée par des oiseaux migrateurs, dans la baie de Taman. De nombreux oiseaux sont recouverts de mazout, ils ne peuvent pas être sauvés pour 80 % d'entre eux et des milliers meurent. Des dauphins, au moins 58, sont également retrouvés morts sur les plages de la région. L'Académie des sciences de Russie désigne la marée noire comme la « pire catastrophe écologique qu'ait connue le pays au XXIe siècle » mais peu de chiffres précis sont communiqués sur le bilan total de l'accident.
Sur les plages de la région, des galettes de mazout recouvrent le sable, et s'enfoncent en-dessous des premières couches de sable, menaçant de fondre et de se répandre en provoquant des dégâts importants. Les galettes se fragmentent aussi en petites boulettes et polluent durablement les plages. Seul un « traitement bactérien ou un produit chimique » pourraient permettre un nettoyage optimal, selon un spécialiste russe des marées noires.

## Réactions

### Lutte contre la marée noire
L'état d'urgence est déclaré dans les raïons d'Anapsky et de Temriouksky le 17 décembre. 
Cependant, les autorités russes sont critiquées pour la lenteur de leur intervention pour atténuer les dégâts de la catastrophe, ainsi que pour leur manque de transparence. Le « régime fédéral d'urgence » qui autorise l'allocation de fonds supplémentaires n'est déclenché que 11 jours après le début de la dispersion de la nappe d'hydrocarbures. Vladimir Poutine admet le 9 janvier la mauvaise gestion de la marée noire par les autorités russes, bien que les responsables locaux communiquent beaucoup sur les actions entreprises. 
Des milliers de volontaires venus de toute la Russie se réunissent pour aller participer au nettoyage des plages, notamment à Anapa, mais aussi à la prise en charge des animaux affectés par la marée noire. Certains arrivent au bout de plusieurs semaines, pensant initialement « que l'État allait tout régler ». Ils font face à un manque de moyens matériels et de coordination, mais certains financent par eux-mêmes la venue d'ornithologistes. Des employés municipaux et du ministère des Situations d'urgence sont également missionnés pour le nettoyage, mais la qualité de leur travail est critiquée par les bénévoles. Des filets censés empêcher les petites particules de carburant d'atteindre la plage sont installés. 
Le 20 janvier, des opérations débutent pour pomper le carburant restant dans les citernes du Volgoneft-212, mais l'étendue de la pollution et la quantité de mazout qui s'est déversée n'est pas révélée par les autorités, selon un militant écologiste, qui affirme que la quantité d'hydrocarbures répandue en mer — estimée par les autorités russes à un quart des 9 000 tonnes transportées par les deux navires — a été sous-évaluée. Le 21 janvier, de nouvelles fuites sont détectées sur les images satellites et menacent de polluer à nouveau les plages. 

### Enquêtes judiciaires
Deux enquêtes pénales sont ouvertes par la Russie contre les deux navires pour de possibles manquements à la sécurité maritime. L'affaire du Volgoneft-212 reçoit également la qualification d'homicide involontaire. Les deux capitaines sont inculpés le 18 décembre. Celui du Volgoneft-212 est placé en détention provisoire et celui du Volgoneft-239 est assigné à résidence, tous les deux pendant deux mois[réf. nécessaire].
Nikolaï Kolomitsev, député du Parti communiste de la fédération de Russie à la Douma d'État, réclame l'ouverture d'une commission d'enquête sur l'accident, s'intéressant notamment à l'état des deux navires et aux conditions de navigation, mais Russie unie s'y oppose.